# Дзевоключ
Дзевоключ (пол. Dziewoklucz, нім. Siebenschlößchen) — село в Польщі, у гміні Будзинь Ходзезького повіту Великопольського воєводства.
Населення — 427 осіб (2011).
У 1975-1998 роках село належало до Пільського воєводства.

## Демографія
Демографічна структура станом на 31 березня 2011 року:
|          | Загалом | Допрацездатний вік | Працездатний вік | Постпрацездатний вік |
| -------- | ------- | ------------------ | ---------------- | -------------------- |
| Чоловіки | 211     | 48                 | 149              | 14                   |
| Жінки    | 216     | 53                 | 126              | 37                   |
| Разом    | 427     | 101                | 275              | 51                   |